# Kakadu pecki
Kakadu pecki (лат.) — вид хищных коротконадкрылых жуков, единственный в составе монотипического рода Kakadu из подсемейства ощупники (Pselaphinae).

## Распространение
Австралия (Квинсленд, Северная территория).

## Описание
Мелкие коротконадкрылые жуки—ощупники (Pselaphinae). Длина тела 1,8—1,9 мм. Основная окраска коричневая, тело гладкое. Глаза самцов состоят из 25 фасеток. Нижнечелюстные щупики очень длинные, второй сегмент по длине равен длине головы, а 4-й сегмент длиннее головы. Брюшко явно шире своей длины.
Вид был впервые описан в 2001 году американским энтомологом профессором Дональдом С. Чандлером (Chandler Donald S.; University of New Hampshire, Durham, Нью-Гэмпшир, США) вместе с таксонами Bellenden monteithi, Mareeba storeyi, Peckiella podocarpus и другими. Вид назван в честь канадского колеоптеролога Стюарта Пека (Stewart B. Peck; Карлтонский университет, Оттава, Канада).
Таксон Kakadu pecki выделен в отдельный монотипический род Kakadu и отнесён к трибе Pselaphini из подсемейства Pselaphinae.